# Villegas (film)
Pour plus de détails, voir Fiche technique et Distribution.
Villegas est un road movie dramatique argentino-néerlando-français écrit et réalisé par Gonzalo Tobal, sorti en 2012.

## Fiche technique
- Titre original : Villegas
- Titre français :
- Titre québécois :
- Réalisation : Gonzalo Tobal
- Scénario : Gonzalo Tobal
- Direction artistique : Julieta Dolinsky
- Décors :
- Costumes : Sandra Fink
- Photographie : Lucas Gaynor et Fernando Lockett
- Son : Francisco Pedemonte
- Montage : Delfina Castagnino
- Musique : Nacho Rodríguez
- Production : Benjamín Doménech, Juan Villegas et Santiago Gallelli
- Sociétés de production : Cinesud Promotion, NFI-Productions, PBK Cine, Rei Cine et Tresmilmundos Cine
- Distribution :
- Budget :
- Pays d’origine :  Argentine/ Pays-Bas/ France
- Langue : espagnol
- Format : couleur - 35mm - 2.35:1
- Genre : road movie dramatique
- Durée : 97 minutes
- Date de sortie :
  - France : 30 mars 2012 (Cinélatino), 7 novembre 2012

## Distribution
- Esteban Lamothe : Esteban
- Esteban Bigliardi : Pipa
- Mauricio Minetti : Hugo
- Paula Carruega : Jazmín
- Lucia Cavalloti : Clara

## Distinctions

### Récompenses
- 2012 : Prix de l'association des critiques de cinéma argentins au Festival international du cinéma indépendant de Buenos Aires